# M/S Gripsholm (1957)
M/S Gripsholm var ett passagerarfartyg, byggt av Ansaldo Soc, Per Azioni i Genua, Italien. Det levererades 2 april 1957 till AB Svenska Amerika Linien i Göteborg. Fartyget återkom till Göteborg från sin sista kryssning för Svenska Amerika Linien 1975 och såldes samma år till Grekland, där hon fick namnet Navarino. Fartyget såldes 1983 till Italien och döptes till Samantha för att redan 1985 döpas om till Regent Sea, senare Sea. Fartyget såldes sedan till finansiärer i New York. 
I Sverige väcktes förnyat intresse för fartyget 2000 och det fanns idéer om att lägga upp fartyget i Sverige, antingen i Göteborg som kasino eller i Stockholm som hotell- och restaurangfartyg. Inget av förslagen blev av; istället såldes fartyget 2001 till skrot till den stora fartygsskroten i Alang, Indien. Under transport dit blev hon plundrad av pirater vid Dakar. Senare under färden började hon läcka och sjönk till havs utanför Sydafrikas kust.
Fartyget ligger på positionen 35.21 S 26.13 Ö. Närmaste plats på afrikanska fastlandet är staden Port Elizabeth i Sydafrika. Vraket är vid sidan av M/S Stockholm och S/S Marieholm, det enda bevarade intakta skrovet från Svenska Amerika Linien.